# Denver Pyle
Denver Dell Pyle (Bethune, 11 maggio 1920 – Burbank, 25 dicembre 1997) è stato un attore statunitense.

## Biografia
Recitò in diverse serie televisive, ma il ruolo che gli diede più notorietà fu quello dello zio Jesse Duke nella serie statunitense Hazzard. In Italia è apparso anche fra i protagonisti del telefilm Grizzly Adams, dove, oltre al co-protagonista Jack il Matto interpretava anche il ruolo di voce narrante.
Morì di cancro il 25 dicembre 1997 a Burbank, California, ed è sepolto nel cimitero della città di Forreston, Texas.

## Filmografia parziale

### Cinema
- Inferno di fuoco (Hellfire), regia di R.G. Springsteen (1949)
- Capitan Cina (Captain China), regia di Lewis R. Foster (1950)
- La sceriffa dell'Oklahoma (Oklahoma Annie), regia di R.G. Springsteen (1952)
- Fargo - La valle dei desperados (Fargo), regia di Lewis D. Collins (1952)
- Dollari falsi per un assassino (Rebel City), regia di Thomas Carr (1953)
- Topeka, regia di Thomas Carr (1953)
- I tre del Rio Grande (Texas Bad Man), regia di Lewis D. Collins (1953)
- Il dominatore del Texas (Gunsmoke), regia di Nathan Juran (1953)
- Il tenente dinamite (Column South), regia di Frederick de Cordova (1953)
- Rullo di tamburi (Drum Beat), regia di Delmer Daves (1954)
- La mano vendicatrice (Ride Clear of Diablo), regia di Jesse Hibbs (1954)
- Lo sceriffo senza pistola (The Boy from Oklahoma), regia di Michael Curtiz (1954)
- Sangue e metallo giallo (The Yellow Mountain), regia di Jesse Hibbs (1954)
- L'agente speciale Pinkerton (Rage at Dawn), regia di Tim Whelan (1955)
- All'inferno e ritorno (To Hell and Back), regia di Jesse Hibbs (1955)
- Nessuno mi fermerà (Top Gun), regia di Ray Nazarro (1955)
- Mi dovrai uccidere! (Please Murder Me!), regia di Peter Godfrey (1956)
- Colline nude (The Naked Hills), regia di Josef Shaftel (1956)
- 7º Cavalleria (7th Cavalry), regia di Joseph H. Lewis (1956)
- Duello a Durango (Gun Duel in Durango), regia di Sidney Salkow (1957)
- L'uomo solitario (The Lonely Man), regia di Henry Levin (1957)
- Il pilota razzo e la bella siberiana (Jet Pilot), regia di Josef von Sternberg (1957)
- Furia selvaggia - Billy Kid (The Left Handed Gun), regia di Arthur Penn (1958)
- Il forte del massacro (Fort Massacre), regia di Joseph M. Newman (1958)
- Bambola cinese (China Doll), regia di Frank Borzage (1958)
- Domani m'impiccheranno (Good Day for a Hanging), regia di Nathan Juran (1959)
- Lo stallone selvaggio (King of the Wild Stallion), regia di R.G. Springsteen (1959)
- Soldati a cavallo (The Horse Soldiers), regia di John Ford (1959)
- Fermati, cow boy! (Cast a Long Shadow), regia di Thomas Carr (1959)
- A casa dopo l'uragano (Home from the Hill), regia di Vincente Minnelli (1960)
- La battaglia di Alamo (The Alamo), regia di John Wayne (1960)
- Geronimo! (Geronimo), regia di Arnold Laven (1962)
- L'uomo che uccise Liberty Valance (The Man Who Shot Liberty Valance), regia di John Ford (1962)
- Ad ovest del Montana (Mail Order Bride), regia di Burt Kennedy (1964)
- Gli indomabili dell'Arizona (The Rounders), regia di Burt Kennedy (1965)
- Shenandoah - La valle dell'onore (Shenandoah), regia di Andrew V. McLaglen (1965)
- La grande corsa (The Great Race), regia di Blake Edwards (1965)
- Massacro a Phantom Hill (Incident at Phantom Hill), regia di Earl Bellamy (1966)
- Pistole roventi (Gunpoint), regia di Earl Bellamy (1966)
- Gangster Story (Bonny and Clyde), regia di Arthur Penn (1967)
- Tammy and the Millionaire (1967), regia di Leslie Goodwins, Sidney Miller e Ezra Stone
- Tempo di terrore[2] (Welcome to Hard Times), regia di Burt Kennedy (1967)
- Bandolero!, regia di Andrew V. McLaglen (1968)
- Poker di sangue (5 Card Stud), regia di Henry Hathaway (1968)
- Ti combino qualcosa di grosso (Something Big), regia di Andrew V. McLaglen (1971)
- La stella di latta (Cahill U.S. Marshal), regia di Andrew V. McLaglen (1973)
- Cheyenne (Winterhawk), regia di Charles B. Pierce (1975)
- Incredibile viaggio verso l'ignoto (Escape to Witch Mountains), regia di John Hough (1975)
- Buffalo Bill e gli indiani (Buffalo Bill and the Indians, or Sitting Bull's History Lesson), regia di Robert Altman (1976)
- Welcome to L.A., regia di Alan Rudolph (1976)
- L'uomo delle montagne (Guardian of the Wilderness), regia di David O'Malley (1976)
- Maverick, regia di Richard Donner (1994)

### Televisione
- Le avventure di Rex Rider (The Range Rider) – serie TV, 14 episodi (1951-1953)
- The Adventures of Kit Carson – serie TV, 7 episodi (1952-1954)
- Le avventure di Gene Autry (The Gene Autry Show) – serie TV, 10 episodi (1951-1954)
- Steve Donovan, Western Marshal – serie TV, episodio 1x12 (1955)
- Crossroads – serie TV, 4 episodi (1955-1956)
- Frida (My Friend Flicka) – serie TV, episodi 1x08-1x39 (1955-1956)
- The Millionaire – serie TV, 1 episodio (1956)
- Il cavaliere solitario (The Lone Ranger) – serie TV, 7 episodi (1951-1956)
- The 20th Century-Fox Hour – serie TV, episodi 2x06-2x11 (1956-1957)
- The Gray Ghost – serie TV, episodio 1x25 (1957)
- Climax! – serie TV, episodio 4x05 (1957)
- The Court of Last Resort – serie TV, episodio 1x04 (1957)
- The Restless Gun – serie TV, episodi 1x04-2x27 (1957-1959)
- The Texan – serie TV, 4 episodi (1959-1960)
- Le leggendarie imprese di Wyatt Earp (The Life and Legend of Wyatt Earp) – serie TV, 10 episodi (1955-1960)
- Have Gun - Will Travel – serie TV, 7 episodi (1957-1960)
- I racconti del West (Dick Powell's Zane Grey Theater) – serie TV, 7 episodi (1956-1961)
- 26 Men – serie TV, episodi 2x02-2x34 (1958-1959)
- Bourbon Street Beat – serie TV, episodio 1x04 (1959)
- Rescue 8 – serie TV, episodio 1x26 (1959)
- Men Into Space – serie TV, episodio 1x06 (1959)
- The Rifleman – serie TV, 5 episodi (1959-1961)
- Lo sceriffo indiano (Law of the Plainsman) – serie TV, episodio 1x21 (1960)
- Wichita Town – serie TV, episodio 1x25 (1960)
- The Aquanauts – serie TV, episodio 1x02 (1960)
- Pony Express – serie TV, episodio 1x28 (1960)
- Carovana (Stagecoach West) – serie TV, episodio 1x11 (1960)
- Bronco – serie TV, 4 episodi (1961)
- Maverick – serie TV, episodio 4x17 (1961)
- Laramie – serie TV, 5 episodi (1959-1963)
- Scacco matto (Checkmate) – serie TV, episodio 1x26 (1961)
- Il magnifico King (National Velvet) – serie TV, episodio 2x06 (1961)
- I detectives (The Detectives) – serie TV, episodio 3x07 (1961)
- Ripcord – serie TV, episodi 1x05-2x36 (1961-1963)
- Gli uomini della prateria (Rawhide) – serie TV, episodio 6x08 (1963)
- Ben Casey – serie TV, episodio 1x26 (1962)
- Thriller – serie TV, episodio 2x20 (1962)
- Il virginiano (The Virginian) – serie TV, episodio 1x21 (1963)
- Sotto accusa (Arrest and Trial) – serie TV, episodio 1x13 (1963)
- The Lieutenant – serie TV, episodio 1x28 (1964)
- La grande avventura (The Great Adventure) – serie TV, episodio 1x17 (1964)
- La legge del Far West (Temple Houston) – serie TV, episodio 1x20 (1964)
- Ai confini della realtà (The Twilight Zone) – serie TV, episodio 5x18 (1964)
- Mr. Novak – serie TV, episodio 2x11 (1964)
- Perry Mason – serie TV, 6 episodi (1958-1966)
- The Andy Griffith Show – serie TV, 6 episodi (1963-1966)
- Ai confini dell'Arizona (The High Chaparral) – serie TV, episodio 1x11 (1967)
- Cimarron Strip – serie TV, episodio 1x13 (1967)
- Hondo – serie TV, episodio 1x14 (1967)
- Doris Day Show (The Doris Day Show) – serie TV, 53 episodi (1968-1970)
- Bonanza – serie TV, 8 episodi (1961-1972)
- Gunsmoke – serie TV, 14 episodi (1956-1973)
- Le strade di San Francisco (The Streets of San Francisco) – serie TV, 1 episodio (1973)
- Il cacciatore (The Manhunter) – serie TV, 1 episodio (1974)
- Grizzly Adams (The Life and Times of Grizzly Adams) – serie TV, 37 episodi (1977-1978)
- Alla conquista del West (How the West Was Won) – serie TV, 1 episodio (1979)
- Hazzard (The Dukes of Hazzard) – serie TV, 146 episodi (1979-1985)
- La signora in giallo (Murder, She Wrote) – serie TV, episodio 5x05 (1988)
- Dallas – serie TV, 2 episodi (1990)
- Hazzard 20 anni dopo (The Dukes of Hazzard: Reunion!), regia di Lewis Teague – film TV (1997)

## Doppiatori italiani
Nelle versioni in italiano delle opere in cui ha recitato, Denver Pyle è stato doppiato da:
- Nino Pavese in La mano vendicatrice, La grande corsa
- Gino Donato in Grizzly Adams, Hazzard
- Gianfranco Bellini in Lo sceriffo senza pistola
- Renato Turi in Fermati, cow boy!
- Mario Mastria in A casa dopo l'uragano
- Giorgio Capecchi in Shenandoah - La valle dell'onore
- Emilio Cigoli in Gangster Story
- Sergio Fiorentini in Incredibile viaggio verso l'ignoto
- Alfredo Censi in Buffalo Bill e gli indiani
- Renato Mori in Alla conquista del West
- Giuseppe Fortis in La Signora in giallo
- Dario De Grassi in Hazzard 20 anni dopo